# あまごころ本舗
あまごころ本舗株式会社（あまごころほんぽ）は、福岡県福岡市博多区対馬小路に本社を置く、うにをはじめとする海産物製造加工および加工食品の卸し販売、健康食品事業を展開する株式会社。
かつては長崎県の壱岐を拠点に土産物店などの観光事業やレストラン事業を展開しており、創業65年以上の老舗として知られていた。

## 概要
1958年（昭和28年）長崎県壱岐郡（現・壱岐市)郷ノ浦町で土産物屋「壱岐名産店」として開業。
壱岐島の観光業の発展とともに規模を拡大し、1977年（昭和52年）には福岡県福岡市博多区に現在の本店のもととなる福岡営業所を置いた。2006年（平成18年）に現在の社名に改称して本店を福岡市に置き、壱岐本店は壱岐支店となったが、観光団体客に対応可能な大型の土産屋およびレストラン（うに屋のあまごころ壱場）を営業しており、特に土産物店は島内最大の店舗だった。
2013年（平成25年）には東京駅にうに専門料理店を開業するなど規模を拡大していたが、2020年（令和2年）に始まった新型コロナウイルスの感染拡大で3月以降全店舗を休業した。4月末に東京店を閉店。その後も閉店が続き、11月には億単位の赤字を計上し元の売り上げに戻るのに2年以上を要するという経営判断から、同年6月末をもって完全閉店となった。
なお、ウニの養殖や海産物製造加工および加工食品の卸し販売、健康食品事業、本社の賃貸マンション事業については継続となり、2021年2月18日に通信販売のサイトを再開した。
2022年（令和4年）8月、福岡市博多区に本社がある不動産会社LIFEFIELDに全株式を譲渡し、グループ傘下に入った。

## 店舗
長崎県
- （閉店）「うに屋のあまごころ壱場」（〒811-5132 長崎県壱岐市郷ノ浦町東触597番地）

東京都
- （閉店）「うに屋のあまごころ東京駅店」（東京都千代田区丸の内1-9-1）

## 沿革
- 1953年（昭和28年）11月 - 長崎県壱岐郡武生水町（現・壱岐市郷ノ浦町）郷ノ浦に「壱岐名産店」が開業。創業者は大野春範[2]。
- 1970年（昭和45年) - 「九州物産商事株式会社」を設立[2]。
- 1977年（昭和52年）- 福岡市博多区対馬小路に福岡営業所を設置[2]。
- 1988年（昭和63年）- 長崎県壱岐郡郷ノ浦町東触に新社屋が完成[2]。
- 1992年（平成4年）- 壱岐郡郷ノ浦町東触に売店兼レストラン「ウニハウス」が開業。
- 1994年（平成6年）- 大日本物産株式会社 壱岐工場が完成[2]。
- 2006年（平成18年）- 九州物産商事と大日本物産が合併し、「あまごころ本舗株式会社」に改称[2]。
- 2008年（平成20年）5月 - 壱岐市郷ノ浦町庄触に料亭「あまごころ庵」を開業[2]。
- 2013年（平成25年）4月 - 東京駅キッチンストリートにうに料理専門店「リッチョマニア・キッチン」を開業。
- 2015年（平成27年）10月 - リッチョマニア・キッチンをうに料理専門店「うに屋のあまごころ 東京駅店」に改称。

- 2016年（平成28年）

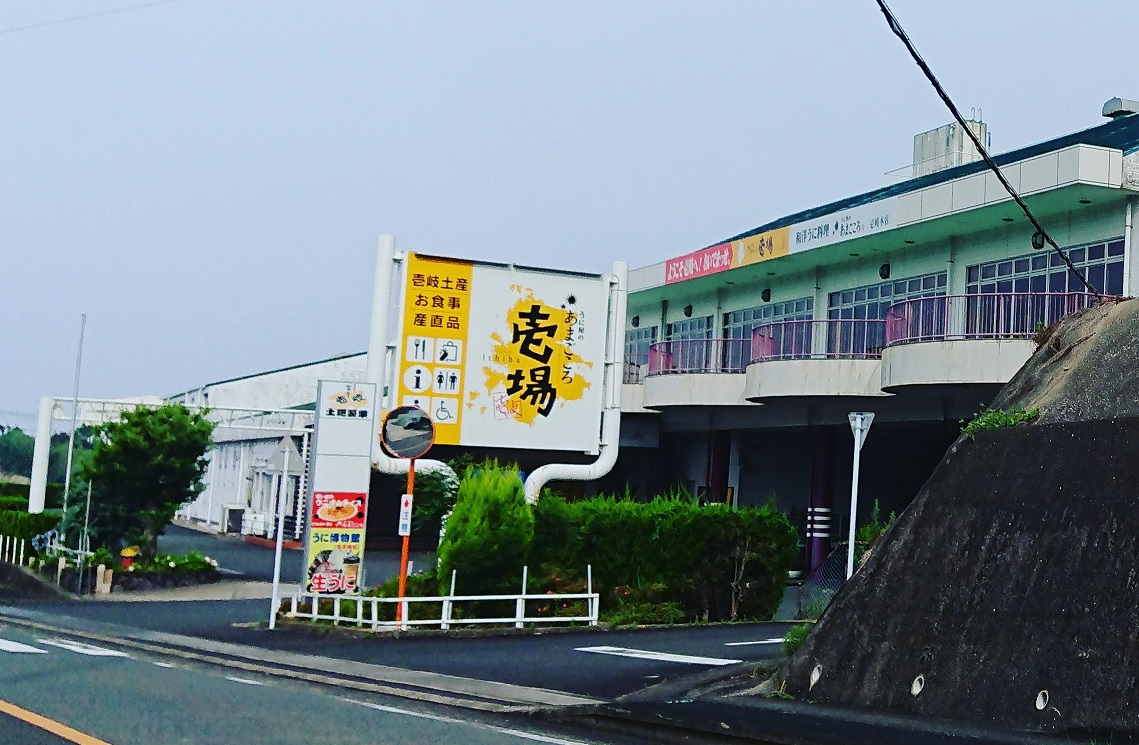
うに屋のあまごこころ壱場（壱岐市、2020年6月末閉店）

  - 3月 - ウニハウスを「うに屋のあまごころ壱場」に改称。
  - 5月 - 壱岐市に「うに屋のあまごころ 壱岐支店」を設置。
- 2019年（令和元年）- 現在地に11階建ての新社屋が完成。
- 2020年（令和2年）
  - 4月30日 - うに屋のあまごころ東京駅店を閉店[3]。7年間の営業を終了。
  - 6月30日 - うに屋のあまごころ壱岐支店、うに屋のあまごころ壱場、料亭あまごころ庵を閉店。67年の歴史に幕をおろす[2][4]。
- 2021年（令和3年）
  - 2月18日 - 新通販サイトを開設[5]。
- 2022年（令和4年）
  - 8月 - LIFEFIELDのグループ傘下に入る[6]。

## 参考資料
- 壱岐新報 第0409号 壱岐島レトロ館 （2020年（令和2年）7月17日発行）